# Lijst van personen uit Elsene
Deze chronologische lijst van personen uit Elsene bevat mensen die in deze deelgemeente van het Brussels Hoofdstedelijk Gewest zijn geboren, woonachtig zijn (geweest) of overleden én een artikel hebben in de Nederlandstalige Wikipedia.

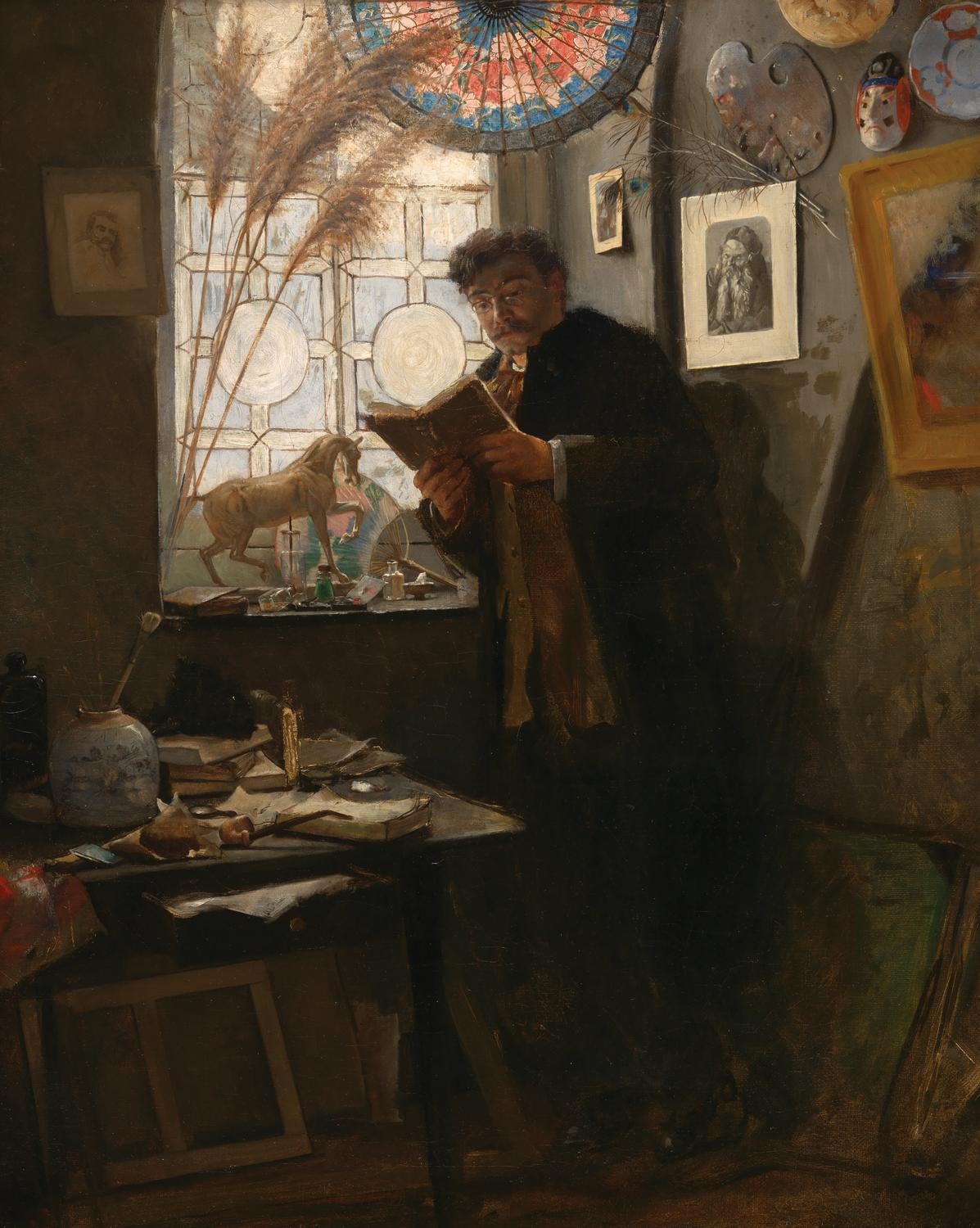
Camille Lemonnier *1844

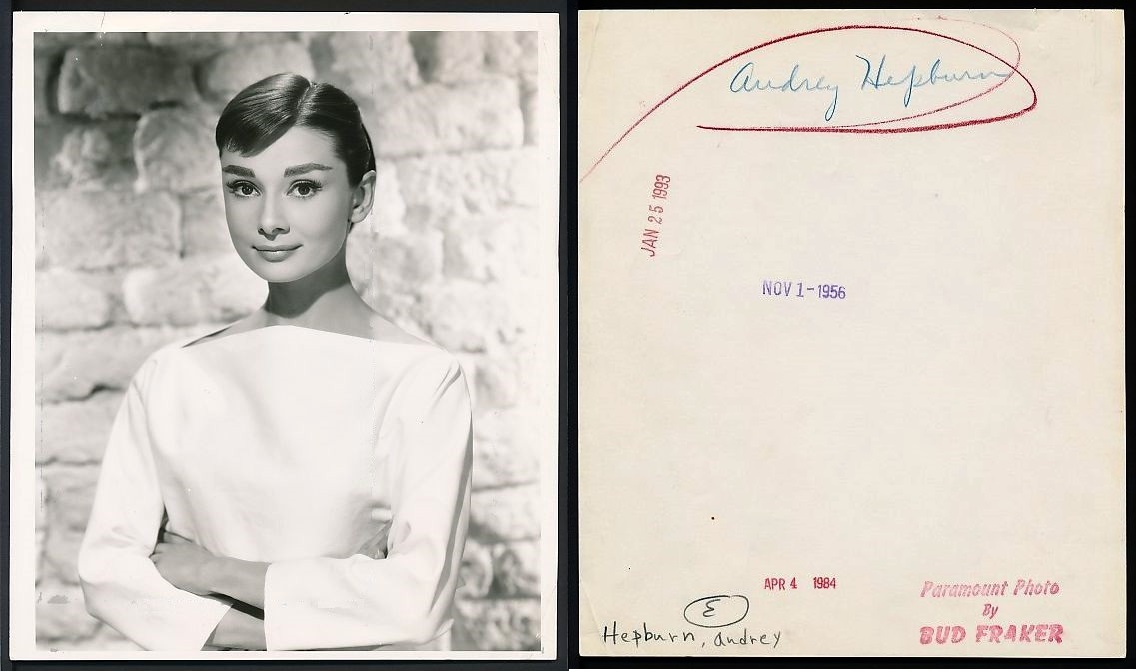
Audrey Hepburn *1929

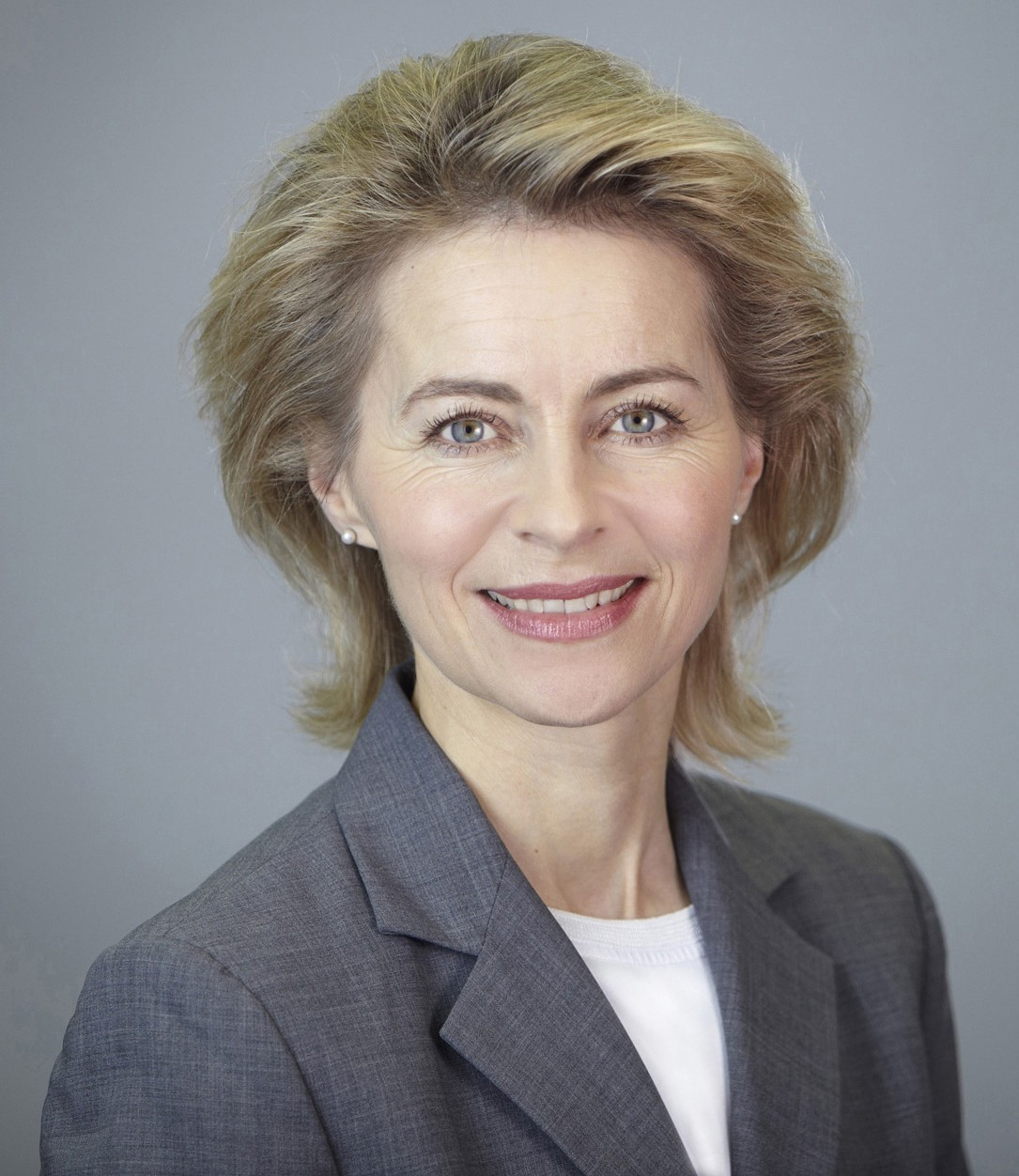
Ursula von der Leyen *1958

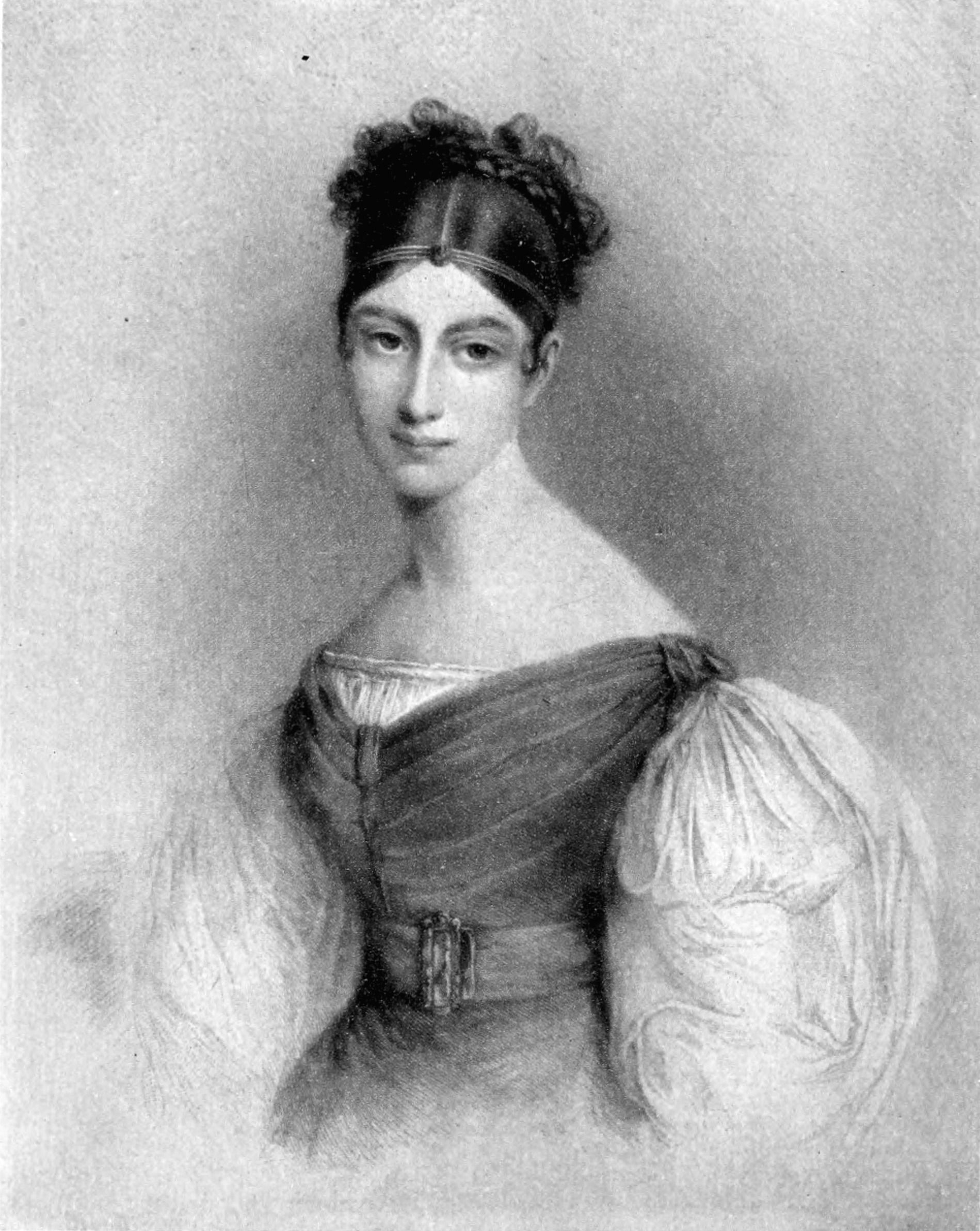
Maria Malibran *1808

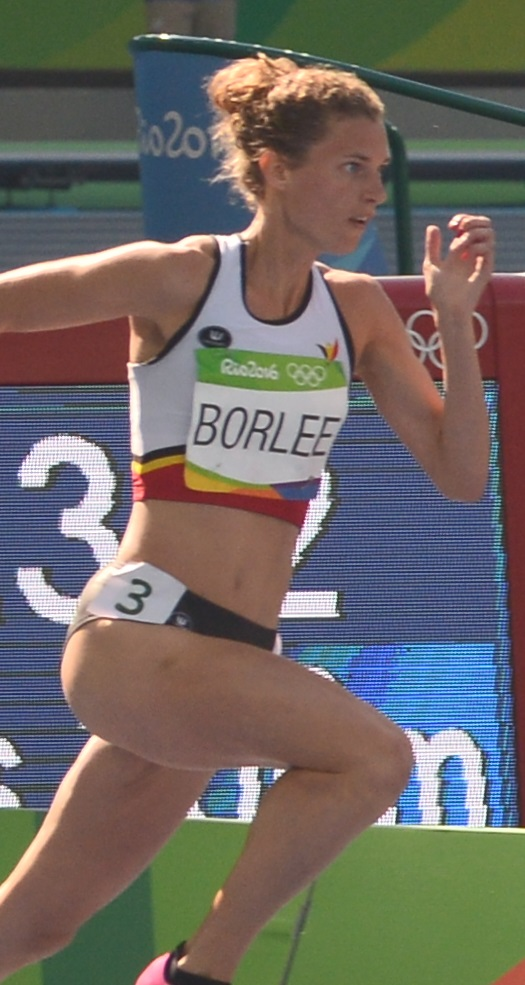
Olivia Borlée *1986

## Geboren
- Arcadie Claret (1826-1897), minnares van koning Leopold I
- Jules de Burlet (1844-1897), politicus en diplomaat, eerste minister van 1894 tot 1896
- Camille Lemonnier (1844-1913), naturalistisch schrijver
- Philippe Dautzenberg (1849-1935), malacoloog
- Guillaume Charlier (1854-1925), beeldhouwer
- Gaston Linden (1860-1949), kunstschilder
- Paul Saintenoy (1862-1952), architect, leraar, architectuurhistoricus en schrijver
- Paul Hymans (1865-1941), voorzitter van de Volkenbond, politicus, advocaat en diplomaat
- Emile Vandervelde (1866-1938), politicus
- Louis Baretta (1866-1928), kunstschilder
- Jules Baretta, beeldhouwer
- Ernest Blerot (1870-1957), art-nouveau-architect
- Marie Picard (1872-1915) verpleegster
- Alfred Bastien (1873-1955), postimpressionistische schilder
- Auguste Perret (1874-1954), architect
- Louis Van der Swaelmen (1883-1929), architect
- Jean Desmet (1875-1956), bioscoopexploitant (overleden in Nederland)
- Jacques Feyder (1885-1948), filmregisseur
- François Delloye (1888-1958), atleet
- Louis Clesse (1889-1961), schilder en etser
- Marie Delcourt (1891-1979), klassieke filologe en historica
- Félix Leblanc (1892 - 1979), bestuurder
- Jean Delarge (1893-1992), atleet
- Anne De Liedekerke (1896-1986), beeldhouwer
- Michel de Ghelderode (1898-1962), toneelschrijver
- Fernand Gravey (1904-1970), acteur met carrière in Frankrijk
- Leo Kardinaal Suenens (1904-1996), aartsbisschop
- Dominique Rolin (1913-2012), schrijfster
- Julio Cortázar (1914-1984), schrijver
- Jacques Cuisinier (1915-2000), architect
- Gilbert Stork (1921–2017), Belgisch-Amerikaans scheikundige
- Raymond Rosier (1924-1961), atleet
- Albert Dayer (1925), atleet
- Marc Beckwé (1926-2023), politicus
- François Craenhals (1926-2004), striptekenaar
- Alphonse Vandenrydt (1927), atleet
- Agnès Varda (1928-2019), filmregisseuse
- Alfred Cahen (1929-2000), diplomaat
- Audrey Hepburn (1929-1993) (Keyenveldweg), filmactrice
- Liliane Wouters (1930-2016), dichteres, toneelschrijfster en vertaalster
- Greg (1931-1999), striptekenaar en scenarist
- Jos De Bremaeker (1933-2022), politicus
- Paul Coppejans (1933-2018), atleet
- Lange Jojo (1936-2021), zanger
- Frederik Van Rossum (1939-2025), componist en pianist
- Marc Moulin (1942-2008), muzikant en radiomaker
- Marcel De Jonghe (1943), componist
- Pierre-Alain De Smedt (1944-2019), bestuurder
- Jacques Teugels (1946-2024), voetballer
- Jef Elbers (1947), zanger, auteur, scenarist
- Philippe Housiaux (1947), atleet
- Simone Susskind (1947), politica
- Julien Vrebos (1947-2022), filmregisseur en mediafiguur
- Pierre Rapsat (1948-2002), zanger
- Marc Michetz (1951-2025), striptekenaar
- Didier Gosuin (1952), politicus
- Marc Ysaÿe (1954), drummer (Machiavel), radiopresentator en radioproducent
- Bernard Mauchien (1954), hockeyer
- Marc Dutroux (1956), misdadiger
- Jaco Van Dormael (1957), filmregisseur
- Ursula von der Leyen-Albrecht (1958), Duits politica, voorzitter van de Europese Commissie
- Maurane (1960-2018), zangeres
- Michel Zimmerman (1960), atleet
- Jean-François van Boxmeer (1961), CEO van Heineken
- Stephan Conter (1965), paardenfokker
- Miranda Boonstra (1972), Nederlands atlete
- Natacha Régnier (1974), actrice
- Yannick Carrasco (1993), voetballer
- Rik Coolsaet (1951), hoogleraar

## Woonachtig (geweest)
- Antoine Wiertz (1806-1865), schilder en schrijver
- Anna Boch (1848-1936), kunstenaar en verzamelaar, woonde op de Abdijstraat (pand is gesloopt in 1954). Is hier ook gestorven en begraven.
- Hergé, pseudoniem van Georges Prosper Remi Remi (1907 – 1983), Belgisch striptekenaar, vooral bekend als schepper van De avonturen van Kuifje. Woonde op verscheidene plaatsen in Elsene
- Maria Malibran (1808-1836), Frans operazangeres, woonde hier een paar maanden
- Pierre-Joseph Proudhon (1809-1865), Frans socialistisch econoom en socioloog, verbleef er in ballingschap
- Karl Marx (1818-1883), Duits filosoof en econoom, woonde er met zijn familie ongeveer twee jaar
- Constantin Meunier (1831-1905), beeldend kunstenaar, is er overleden
- Ernest Solvay (1838-1922), chemicus, senator en industrieel
- Auguste Rodin (1840-1917), Frans beeldhouwer, woonde op verscheidene plaatsen in Elsene
- Fernand Khnopff (1858-1921), symbolistisch beeldend kunstenaar
- Giacomo Puccini (1858-1924), Italiaans componist
- Vladimir Lenin (1870-1924), Russisch revolutionair en eerste premier van de Sovjet-Unie, heeft enkele maanden in Elsene gewoond
- Georges Lemmers (1871-1944), kunstschilder, bezat een monumentaal pand
- Antoine Pompe (1873-1980), architect wiens woning in 1997 monument is geworden
- Léon Spilliaert (1881-1946), schilder, bracht laatste vier jaar des levens in Elsene door
- Marcel Rau (1886-1966), beeldend kunstenaar & ontwerper van munten en medailles
- Johan Anthierens (1937-2000), journalist, bracht hier een deel van zijn jeugd door

## Overleden
- Henriëtte Ronner-Knip (1821-1909), Nederlands-Belgisch kunstschilderes
- Charles De Coster (1827-1879), schrijver
- Georges Boulanger (1837-1891), Frans generaal en minister, pleegde zelfmoord op het graf van zijn vrouw
- Adolphe Lacomblé (1857-1935), advocaat en fotograaf
- Neel Doff (1858-1942), Nederlands schrijfster
- War Van Asten (1888-1958), beeldhouwer